# SCREEN控股

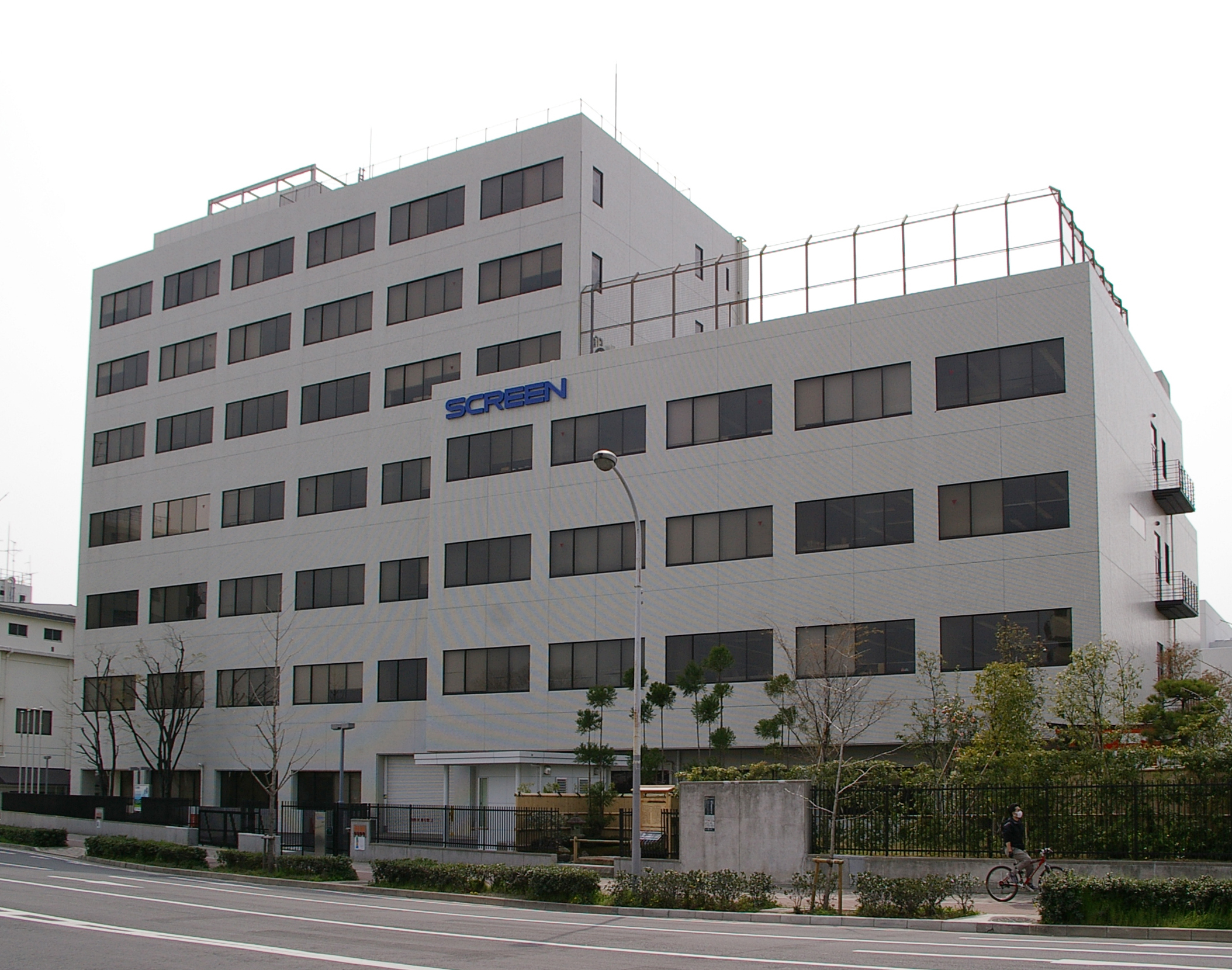

株式會社SCREEN控股（日语：株式会社SCREENホールディングス、英語：、東證1部：7735）是日本京都府京都市的一家半導體及液晶製造装置企業，也是日經平均指數的成份股之一。公司舊名大日本屏幕製造。

## 外部連結
- SCREENホールディングス （页面存档备份，存于）
- 字游工房 （页面存档备份，存于）
- 京都デジタルアーカイブ事業 （页面存档备份，存于）